# All Is Found
"All Is Found" é uma música do filme da Disney de 2019, Frozen II. A música é interpretada por Evan Rachel Wood como a Rainha Iduna, a mãe de Anna e Elsa, e escrita por Kristen Anderson-Lopez e Robert Lopez.

## Produção
A canção foi a primeira a ser composta para o filme, e seus compositores buscaram inspiração em "Rock-a-bye Baby" e nas canções de ninar norueguesas. Foi escrito antes de Wood ser escalada.

## Versões internacionais
Como aconteceu em Moana com uma versão taitiana,maori e havaiana, uma dublagem lapônica setentrional especial foi feita especificamente para o filme, dada a inspiração que tirou da cultura lapônica, com a música "All is Found" sendo interpretada pela cantora norueguesa Eva Jeanette Iversen com o título "Gávnnat Buot". A compositora norueguesa-sueca Christine Hals, que já havia participado da composição da trilha sonora do filme Frozen, escrevendo a letra em nórdico antigo para a canção "Heimr Àrnadalr" e apresentando o kulning para Beck para usá-la em sua trilha, voltou na sequência da dublagem da rainha Iduna na dublagem norueguesa, cantando a versão norueguesa da canção com o título "I Elven Finnes Alt".

## Versão de Kacey Musgraves
Uma versão da cantora country americana Kacey Musgraves é tocada nos créditos finais do filme. A maioria das dublagens tocou esta versão nos créditos finais, embora a canção tenha mais 6 versões em outros idiomas. As versões tâmil e telugo foram ambas interpretadas pela cantora indiana Sunitha Sarathy, que também deu a voz a Iduna nas mesmas línguas, enquanto a atriz Smita Malhotra executou a versão dos créditos finais e forneceu a voz de Iduna em hindi.
| "All is Found" (end credits version) mundialmente | "All is Found" (end credits version) mundialmente | "All is Found" (end credits version) mundialmente           | "All is Found" (end credits version) mundialmente |
| idioma                                            | Intérprete                                        | Título                                                      | Tradução                                          |
| ------------------------------------------------- | ------------------------------------------------- | ----------------------------------------------------------- | ------------------------------------------------- |
| Inglês                                            | Kacey Musgraves                                   | "All is found"                                              | "All is found"                                    |
| Hindi                                             | स्मिता मल्होत्रा (Smita Malhotra)                        | "यादों की नदिया" ("Yaadon ki nadiya")                             | "The river of memories"                           |
| Cazaque                                           | Индира Едильбаева (Indira Edibayeva)              | "Берін табасйн" ("Berin tabasyn")                           | Desconhecido                                      |
| Chinês mandarim (China)                           | 吉娜·爱丽丝 (Gina Alice Redlinger)                | "回忆之河" ("Huí yì zhī hé")                                | "The river of memories"                           |
| Russo                                             | ru & Павел Алоин (Pavel Aloin)                    | "Баллада о реке Ахтохаллэн" ("Ballada o reke Akhtokhallan") | "Ballad of Ahtohallan river"                      |
| Tâmil                                             | Sunitha Sarathy                                   | "வாடை சேரும் பேராழி" ("Vaadai serum peraazhi")                      | "The north wind meets the ocean"                  |
| Telugo                                            | Sunitha Sarathy                                   | "హంస దీవి తీరాన" ("Hamsa dheevi teeraana")                       | "On the seashore"                                 |

## Recepção
O Los Angeles Times a considerou a quarta melhor música do filme. A Vox chamou a música de "belo refrão".